# Ligue démocratique de Chine
La Ligue démocratique de Chine (chinois simplifié : 中国民主同盟 ; chinois traditionnel : 中國民主同盟 ; pinyin : Zhōngguó Mínzhǔ Tóngméng) est l'un des huit partis politiques légalement reconnus en République populaire de Chine. 
Le parti est fondé en 1941 sous le nom de "Ligue des groupements politiques démocratiques", et prend en 1944 le nom actuel de Ligue démocratique chinoise. Il se forme initialement d'une coalition de trois partis pro-démocratiques et trois groupes de défense, mais certains se rallièrent à Tchang Kaï-chek en 1946. La Ligue comprend ensuite l'Association pour le salut de la patrie, la Société pour l'instruction professionnelle et le Parti démocratique paysan.
Ce parti soutenait les efforts de la Chine durant la seconde guerre sino-japonaise, notamment. Les principaux membres de ce parti incluaient Liang Shuming, Fei Xiaotong, Li Huang, Zhang Junmai (Carson Chang), Huang Yanpei, Wu Han, Chu Anping et Wen Yiduo. En date de 2010, le parti compte 214 000 membres.